# Élections législatives de 1967 dans le Tarn
Les élections législatives françaises de 1967 se déroulent les 5 et 12 mars 1967.  Dans le département du Tarn, trois députés sont à élire dans le cadre de trois circonscriptions.

## Élus
| Circonscription | Député sortant   | Parti | Parti   | Député élu ou réélu | Parti | Parti       |
| --------------- | ---------------- | ----- | ------- | ------------------- | ----- | ----------- |
| 1re             | André Raust      |       | SFIO    | André Raust         |       | FGDS (SFIO) |
| 2e              | Antonin Tirefort |       | UNR-UDT | Jacques Limouzy     |       | UD-Ve       |
| 3e              | Georges Spénale  |       | SFIO    | Georges Spénale     |       | FGDS (SFIO) |

## Résultats

### Résultats à l'échelle du département
| Parti          | Parti                                           | Premier tour | Premier tour | Second tour | Second tour | Sièges |
| Parti          | Parti                                           | Voix         | %            | Voix        | %           | Sièges |
| -------------- | ----------------------------------------------- | ------------ | ------------ | ----------- | ----------- | ------ |
|                | Section française de l'Internationale ouvrière  | 43 271       | 25,19        | 64 728      | 37,60       | 2      |
|                | Parti radical                                   | 15 445       | 8,99         | 28 298      | 16,44       | 0      |
|                | Fédération de la gauche démocrate et socialiste | 58 716       | 34,18        | 93 026      | 54,04       | 2      |
|                |                                                 |              |              |             |             |        |
|                | Union des démocrates pour la Ve République      | 44 435       | 25,86        | 52 738      | 30,63       | 1      |
|                | Modérés                                         | 1 325        | 0,77         |             |             | 0      |
|                | Union des républicains de progrès               | 45 760       | 26,63        | 52 738      | 30,63       | 1      |
|                |                                                 |              |              |             |             |        |
|                | Parti communiste français                       | 27 254       | 15,86        | Retrait     | Retrait     | 0      |
|                | Progrès et démocratie moderne                   | 24 550       | 14,29        | Retrait     | Retrait     | 0      |
|                | Parti radical                                   | 15 528       | 9,04         | 26 388      | 15,33       | 0      |
|                |                                                 |              |              |             |             |        |
| Inscrits       | Inscrits                                        | 208 545      | 100,00       | 208 498     | 100,00      | 3      |
| Abstentions    | Abstentions                                     | 30 762       | 14,75        | 29 730      | 14,26       |        |
| Votants        | Votants                                         | 177 783      | 85,25        | 178 768     | 85,74       |        |
| Blancs et nuls | Blancs et nuls                                  | 5 975        | 3,36         | 6 616       | 3,7         |        |
| Exprimés       | Exprimés                                        | 171 808      | 96,64        | 172 152     | 96,3        |        |

### Résultats par circonscription

#### Première circonscription (Albi)
| Candidat       | Candidat                  | Parti          | Premier tour | Premier tour | Second tour | Second tour |  |
| Candidat       | Candidat                  | Parti          | Voix         | %            | Voix        | %           |  |
| -------------- | ------------------------- | -------------- | ------------ | ------------ | ----------- | ----------- |  |
|                | André Raust sortant réélu | FGDS (SFIO)    | 22 005       | 36,48        | 33 428      | 55,88       |  |
|                | Émile Albet               | Rad            | 15 528       | 25,74        | 26 388      | 44,12       |  |
|                | Henry Bressolier          | UD-Ve          | 11 933       | 19,78        | Retrait     | Retrait     |  |
|                | Aimé Cathala              | PCF            | 10 853       | 17,99        | Retrait     | Retrait     |  |
|                |                           |                |              |              |             |             |  |
| Inscrits       | Inscrits                  | Inscrits       | 73 485       | 100,00       | 73 474      | 100,00      |  |
| Abstentions    | Abstentions               | Abstentions    | 11 183       | 15,22        | 11 095      | 15,1        |  |
| Votants        | Votants                   | Votants        | 62 302       | 84,78        | 62 379      | 84,9        |  |
| Blancs et nuls | Blancs et nuls            | Blancs et nuls | 1 983        | 3,18         | 2 563       | 4,11        |  |
| Exprimés       | Exprimés                  | Exprimés       | 60 319       | 96,82        | 59 816      | 95,89       |  |

#### Deuxième circonscription (Castres)
| Candidat       | Candidat            | Parti          | Premier tour | Premier tour | Second tour | Second tour |  |
| Candidat       | Candidat            | Parti          | Voix         | %            | Voix        | %           |  |
| -------------- | ------------------- | -------------- | ------------ | ------------ | ----------- | ----------- |  |
|                | Jacques Limouzy élu | UD-Ve          | 23 726       | 41,75        | 29 313      | 50,88       |  |
|                | Louis Brives        | FGDS (Radical) | 15 445       | 27,18        | 28 298      | 49,12       |  |
|                | Yves Alayrac        | PCF            | 8 340        | 14,68        | Retrait     | Retrait     |  |
|                | Gaston Bousquet     | CD (PDM)       | 7 991        | 14,06        | Retrait     | Retrait     |  |
|                | Victor Luis-Réoyo   | Modérés        | 1 325        | 2,33         |             |             |  |
|                |                     |                |              |              |             |             |  |
| Inscrits       | Inscrits            | Inscrits       | 69 057       | 100,00       | 69 042      | 100,00      |  |
| Abstentions    | Abstentions         | Abstentions    | 10 035       | 14,53        | 9 349       | 13,54       |  |
| Votants        | Votants             | Votants        | 59 022       | 85,47        | 59 693      | 86,46       |  |
| Blancs et nuls | Blancs et nuls      | Blancs et nuls | 2 195        | 3,72         | 2 082       | 3,49        |  |
| Exprimés       | Exprimés            | Exprimés       | 56 827       | 96,28        | 57 611      | 96,51       |  |

#### Troisième circonscription (Gaillac - Lavaur)
| Candidat       | Candidat                      | Parti          | Premier tour | Premier tour | Second tour | Second tour |  |
| Candidat       | Candidat                      | Parti          | Voix         | %            | Voix        | %           |  |
| -------------- | ----------------------------- | -------------- | ------------ | ------------ | ----------- | ----------- |  |
|                | Georges Spénale sortant réélu | FGDS (SFIO)    | 21 266       | 38,9         | 31 300      | 57,2        |  |
|                | Henri Yrissou                 | CNIP (PDM)     | 16 559       | 30,29        | Retrait     | Retrait     |  |
|                | Georges Raynal                | UD-Ve          | 8 776        | 16,06        | 23 425      | 42,8        |  |
|                | Gérard Marroulle              | PCF            | 8 061        | 14,75        | Retrait     | Retrait     |  |
|                |                               |                |              |              |             |             |  |
| Inscrits       | Inscrits                      | Inscrits       | 66 003       | 100,00       | 65 982      | 100,00      |  |
| Abstentions    | Abstentions                   | Abstentions    | 9 544        | 14,46        | 9 286       | 14,07       |  |
| Votants        | Votants                       | Votants        | 56 459       | 85,54        | 56 696      | 85,93       |  |
| Blancs et nuls | Blancs et nuls                | Blancs et nuls | 1 797        | 3,18         | 1 971       | 3,48        |  |
| Exprimés       | Exprimés                      | Exprimés       | 54 662       | 96,82        | 54 725      | 96,52       |  |